# Loudes
Loudes ist eine französische Gemeinde mit 947 Einwohnern (Stand: 1. Januar 2022) im Département Haute-Loire in der Region Auvergne-Rhône-Alpes (vor 2016 Auvergne); sie gehört zum Arrondissement Le Puy-en-Velay und zum Kanton Saint-Paulien. Die Einwohner werden Loudois genannt.

## Geografie
Loudes liegt etwa 15 Kilometer westnordwestlich von Le Puy-en-Velay. Umgeben wird Loudes von den Nachbargemeinden Lissac im Norden, Saint-Paulien im Nordosten, Borne im Osten, Saint-Vidal im Südosten, Chaspuzac im Süden, Saint-Jean-de-Nay im Westen und Südwesten sowie Vazeilles-Limandre im Westen und Nordwesten.
Im Gemeindegebiet liegt der Flugplatz Le Puy-Loudes.

## Bevölkerungsentwicklung
| Jahr                       | 1962 | 1968 | 1975 | 1982 | 1990 | 1999 | 2006 | 2017 |
| Einwohner                  | 884  | 823  | 750  | 731  | 772  | 804  | 868  | 918  |
| Quellen: Cassini und INSEE |      |      |      |      |      |      |      |      |

## Sehenswürdigkeiten
- Kirche, 1865 errichtet
- Burg Loudes, um 1000 errichtet
- Burg Mestrénac, um 1250 durch den Tempelritterorden errichtet
- Burg Le Charrouilh, um 1250 errichtet für die Familie von Ceyssac

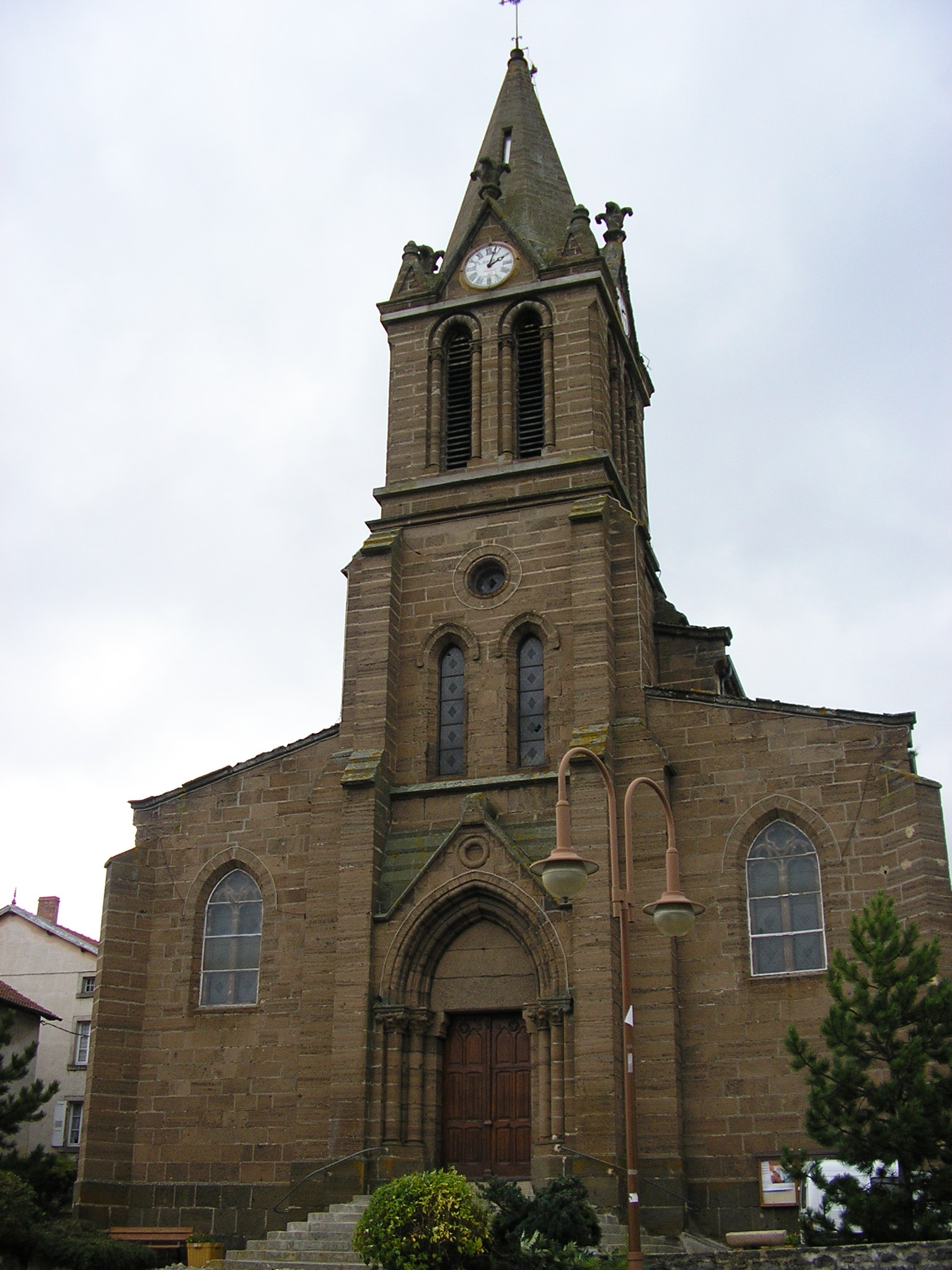
Kirche
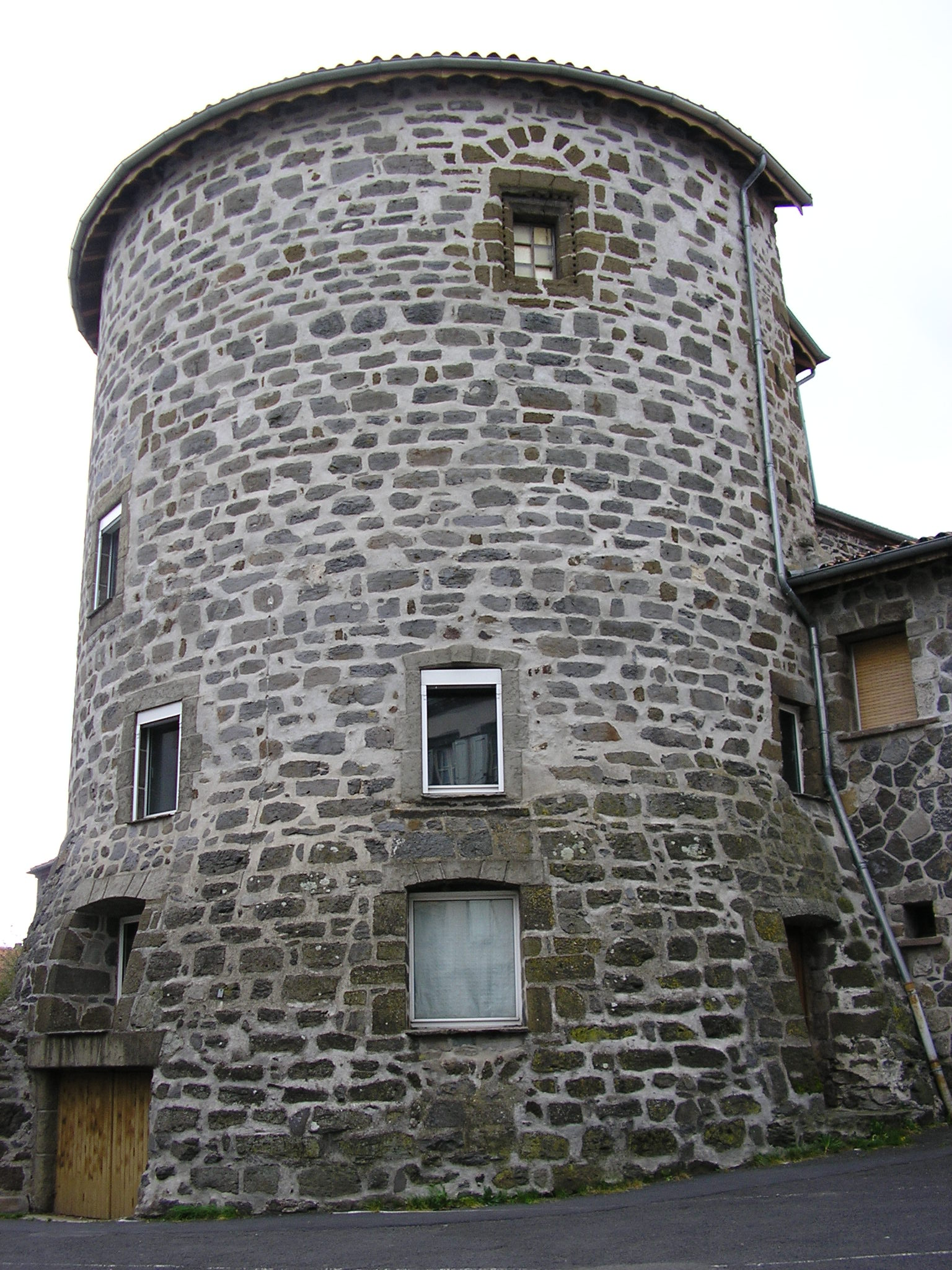
Großer Turm der Burg Loudes
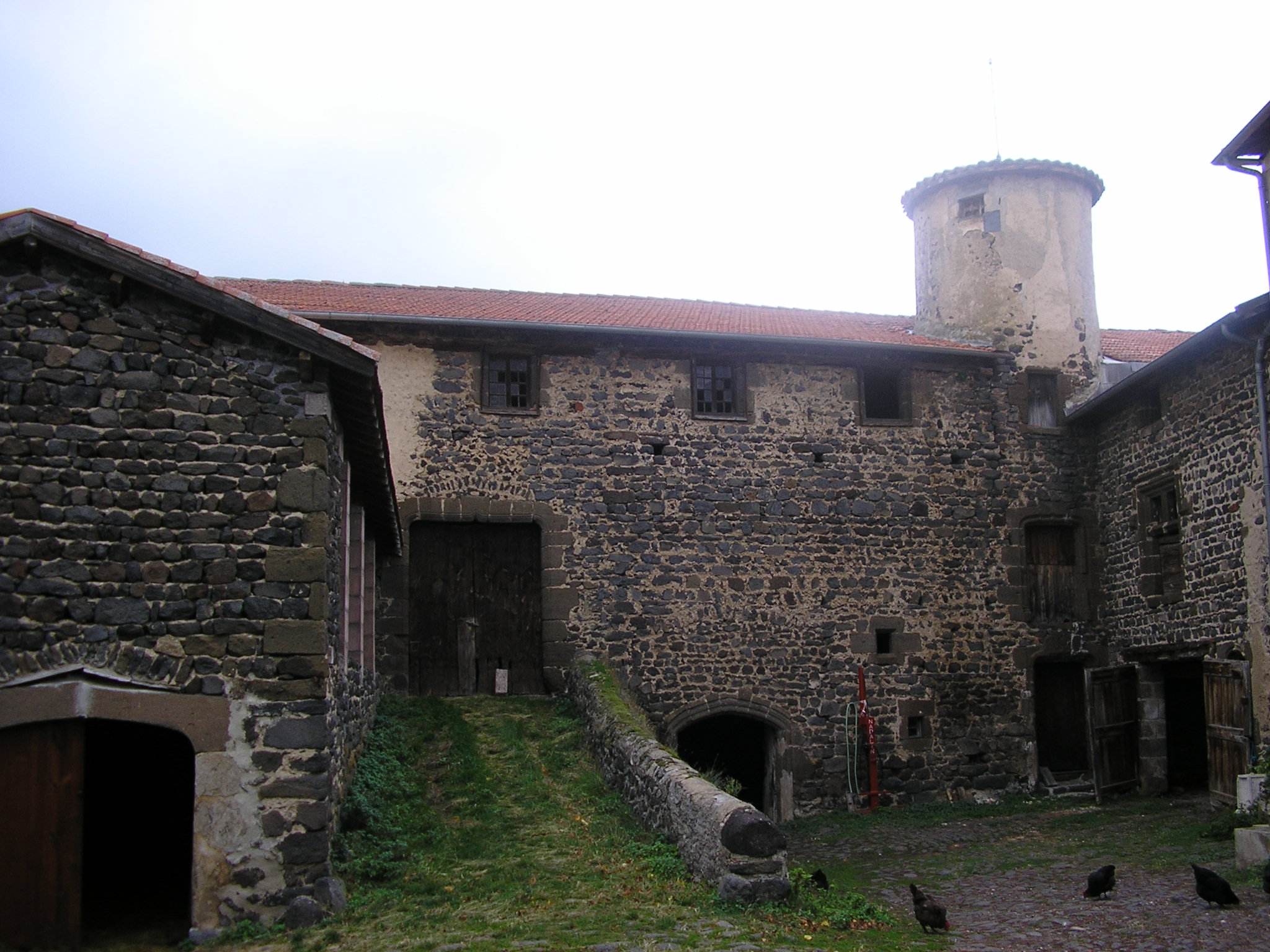
Burg Mestrénac
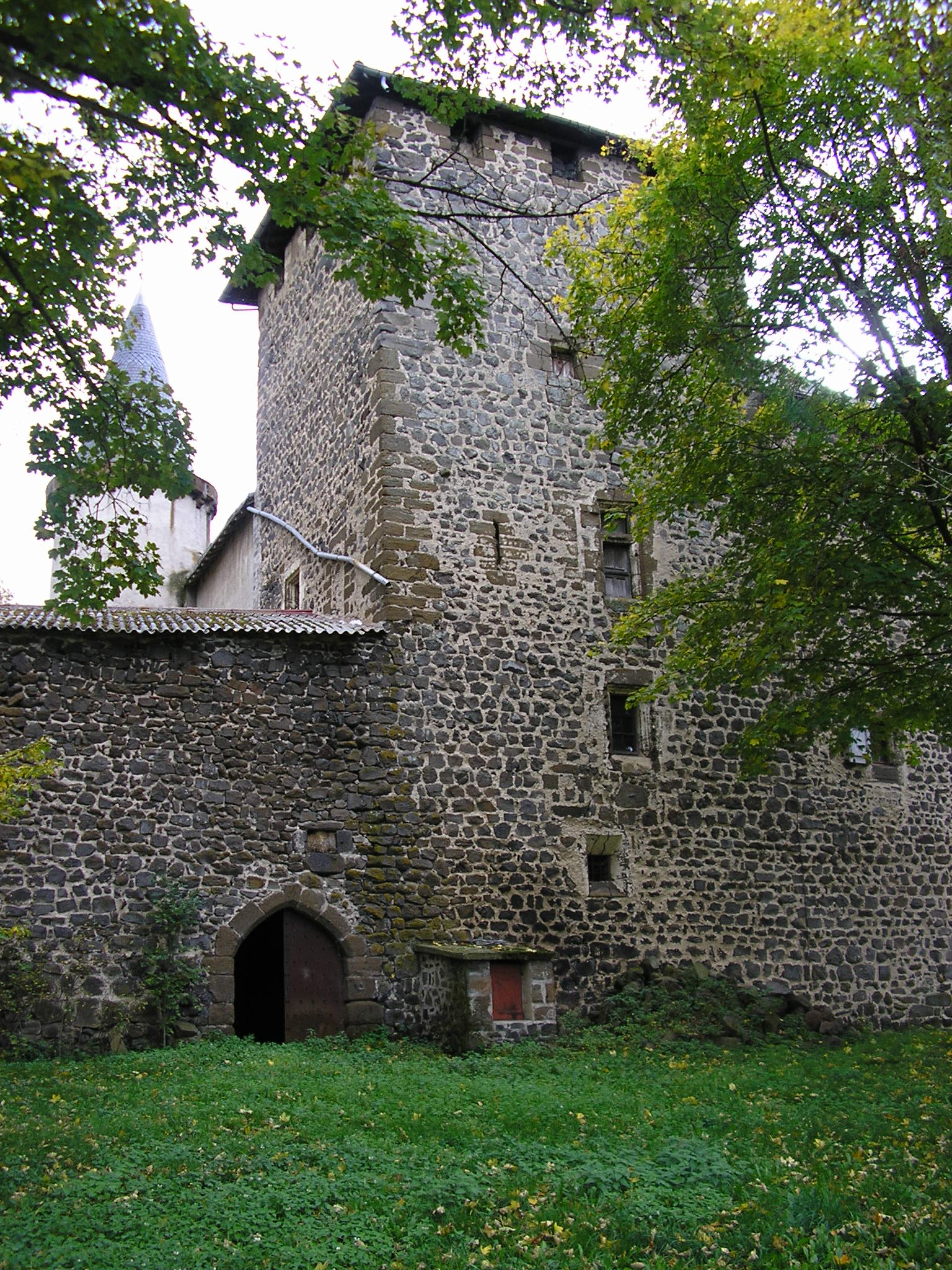
Burg Le Charrouilh